# Gräf & Stift

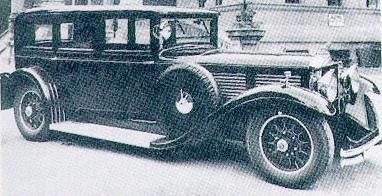
Gräf & Stift SP8

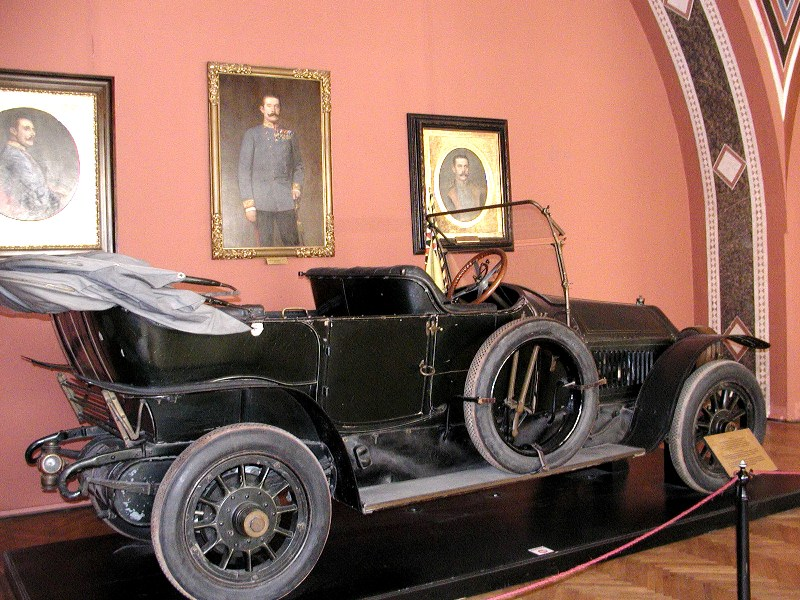
De Gräf & Stift waarin aartshertog Frans Ferdinand werd vermoord

Gräf, later Gräf & Stift was een Oostenrijkse fabrikant van trams, auto's, vrachtauto's en autobussen.

## Geschiedenis
De Weense gebroeders Franz, Heinrich en Carl Gräf begonnen al in 1895 met de bouw van auto's. Hun eerste auto, aangedreven door een De Dion-Bouton motor, was de eerste voorwielaangedreven auto ter wereld. Nadat de eveneens Weense Wilhelm Stift zich inkocht bij de firma ging die Gräf & Stift heten.
De auto's waren betrouwbare, zeer luxueuze auto's uit de hoge midden- en luxeklasse. Het merk introduceerde in 1921 twee modellen, een zescilinder 110 pk en de VK, een viercilinder met 25 pk. De auto's van Gräf & Stift waren succesvol en hoewel ze beslist modern waren, kon het merk zich in de moeilijke luxemarkt toch niet handhaven. In 1938 moest de productie van personenauto's worden stopgezet.
Vrachtwagens werden tot 1970 zelfstandig geproduceerd. Gräf & Stift fuseerde vervolgens met de Österreichische Automobil Fabrik (ÖAF) tot ÖAF-Gräf und Stift om in hetzelfde jaar nog door MAN AG te worden overgenomen. De fabriek kreeg in 1988 en 2004 een volledige facelift en behoort tot de grootste werkgevers van de regio.

## Trivia
- De Eerste Wereldoorlog begon in een Gräf & Stift, toen Aartshertog Franz Ferdinand en zijn vrouw in 1914 in een auto van dit merk werden vermoord.